# Deutsche Wasserhistorische Gesellschaft
Die Deutsche Wasserhistorische Gesellschaft (DWhG) ist ein Verein zur Förderung der wissenschaftlichen Bildung, Forschung und Information auf dem Gebiet der Geschichte des Wasserwesens und den damit im Zusammenhang stehenden Gebieten.
2002 wurde der Verein in Mainz gegründet. Die Gesellschaft soll die Aufgaben und Ziele des im Jahr 1963 von Martin Eckoldt an der Bundesanstalt für Gewässerkunde in Koblenz gegründeten Studienkreises für Geschichte des Wasserbaus, der Wasserwirtschaft und der Hydrologie fortführen.
Vorsitzender der Gesellschaft ist Norman Friedrich Pohl, sein Stellvertreter Klaus Röttcher.

## Schriften der DWhG
- Band 1: Cura Aquarum in Israel. ISBN 3-8311-4562-8
- Band 2: Wasserhistorische Forschungen, Schwerpunkt Antike. ISBN 3-8330-0340-5
- Band 3: Wasserhistorische Forschungen, Schwerpunkt Montanbereich. ISBN 3-8330-0729-X
- Band 4: Wasserhistorische Forschungen, Schwerpunkte Hochwasserschutz / Elbe. ISBN 3-8334-0793-X
- Band 5: Wasserbauten im Königreich Urartu und weitere Beiträge zur Hydrotechnik in der Antike. ISBN 3-8334-1502-9
- Band 6: Ostfriesland und das Land Oldenburg im Schutz der Deiche. ISBN 3-8334-1503-7
- Band 7: Gewässerentwicklung in der Kulturlandschaft. ISBN 3-8334-3213-6
- Band 8: Die Wasserkultur der Villa Hadriana. ISBN 978-3-8334-4081-6
- Band 9: Antike Zisternen. ISBN 978-3-8334-4225-4
- Band 10: Historische Wassernutzung an Donau und Hochrhein sowie zwischen Schwarzwald und Vogesen. ISBN 978-3-8334-8273-1
- Band 11: Von der cura aquarum bis zur EU-Wasserrahmenrichtlinie – Fünf Jahre DWhG. 1. Halbband ISBN 978-3-8334-8433-9, 2. Halbband ISBN 978-3-8334-8434-6
- Band 12: Cura Aquarum in Jordanien. ISBN 978-3-8334-8568-8
- Band 13: Hamburg – die Elbe und das Wasser sowie weitere wasserhistorische Beiträge. ISBN 978-3-8370-2347-3
- Band 14: Wasser am Limes und im Hohenloher Land. ISBN 978-3-8391-8665-7
- Band 15: Halle und die Saale. ISBN 978-3-8423-4554-6
- Band 16: Historische Wassernutzungen in Ravensburg und seiner Umgebung. ISBN 978-3-8423-4573-7
- Band 17: Wasserstraßen zwischen Elbe, Nord- und Ostsee einst und jetzt. ISBN 978-3-8423-6532-2
- Band 18: Die Entwicklung der Wasserwirtschaft im Ruhrgebiet. ISBN 978-3-8482-0364-2
- Band 19: UNESCO-Weltkulturerbe Oberharzer Wasserwirtschaft. ISBN 978-3-8482-0803-6
- Band 20: DWhG – Zehn Jahre wasserhistorische Forschungen und Berichte. Teil I ISBN 978-3-8448-0362-4, Teil II ISBN 978-3-8448-1160-5
- Band 21: Cura Aquarum in Israel II – Water in Antiquity – In Memory of Mr. Yehuda Peleg / Prof. Ehud Netzer / Dr. David Amit. ISBN 978-3-86948-333-7
- Band 22: Die Thüringische Sintflut von 1613 und ihre Folgen für heute. ISBN 978-3-86948-306-1
- Band 23: DWhG-Tagungen 2014. 24. Fachtagung: 100 Jahre Großschifffahrtsweg Berlin-Stettin, 80 Jahre Schiffshebewerke Niederfinow, Chorin 12.-14.06.2014 / 25. Fachtagung: Wasserhistorie von Kaiser Karl dem Großen bis heute, Aachen 11.-13.09.2014, ISBN 978-3-86948-376-4
- Band 24: Die Entwicklung der Wasserwirtschaft, Wasserstraßen, des Küsten- und Naturschutzes in Mecklenburg-Vorpommern. ISBN 978-3-86948-520-1
- Band 25: Neue Beiträge zur Hydrotechnik in der Antike. ISBN 978-3-86948-471-6
- Band 26: 150 Jahre Elbstrombauverwaltung – Gemeinsam forschen und verwalten. ISBN 978-3-86948-522-5

- Sonderband 1: Mathias Döring: Weilburg und sein Wasser. Siegburg und Weilburg 2005
- Sonderband 2: Integrated Land and Water Resources management in History. ISBN 3-8334-2463-X
- Sonderband 3: Hans Schiebold: Heizung und Wassererwärmung in römischen Thermen. ISBN 978-3-8391-1398-1
- Sonderband 4: Wiebke Bebermeier, Anna-Sarah Hennig, Mathias Mutz: Vom Wasser. ISBN 978-3-8334-8840-5
- Sonderband 5: Gerhard Tuttahs: Milet und das Wasser. ISBN 978-3-00-023336-4
- Sonderband 6: Mathias Deutsch, Klaus Röttcher, Karl-Heinz Pörtge: Wasserspiegel – Texte zum Hochwasser, zum Wasserbau und zur Wasserwirtschaft aus drei Jahrhunderten. Siegburg 2009
- Sonderband 7: Andreas Emmerling-Skala: Hygiene – Hydrologie – Wasserrecht: Geschichte der Grundwasserstandsbeobachtung von 1856 bis zum Beginn der Landesgrundwasserdienste. ISBN 978-3-8482-0527-1
- Sonderband 8: Gerd Hoffmann: Römische Aquädukte auf Briefmarken. ISBN 978-3-86948-269-9
- Sonderband 9: Peter Kowalewski: Bauten der Wasserversorgung und Abwasseranlagen auf antiken Münzen. ISBN 978-3-86948-270-5
- Sonderband 10: Günter Malyska: Beiträge zur Wasserwirtschaft im ehemaligen Braunkohlenbergbaurevier des Geiseltales bei Merseburg. ISBN 978-3-86948-340-5
- Sonderband 11: Werner Lamberth: Hildegard von Bingen und das Wasser. ISBN 978-3-86948-375-7
- Sonderband 12: Mathias Döring: Wasser für die Dekapolis – Römische Fernwasserleitung in Syrien und Jordanien. ISBN 978-3-9815362-3-2.
- Sonderband 13: Hartmut Wittenberg, Jose Navarro Pedreño, Ignacio Meléndez Pastor: Die Wassermühlen im Bewässerungssystem des Palmeral de Elche, Spanien / Los molinos de agua asociados al sistema de riego del Palmeral de Elche, España. ISBN 978-3-86948-475-4
- Sonderband 14: Kai Wellbrock: Die innerstädtische Wasserbewirtschaftung im hellenistisch-römischen Pergamon. ISBN 978-3-86948-521-8
- Sonderband 15: Roland Schneider: Wie die Elbe schiffbar wurde. ISBN 978-3-86948-523-2.
- Sonderband 16: Horst Wingrich: Die Wasserversorgung im Spiegel der Briefmarken. ISBN 978-3-86948-524-9